# María Paz González
María Paz González Guzmán (Chile, 1981) es una periodista, cineasta, directora, productora, guionista y asistente de dirección chilena. Se ha desempeñado también como docente de la Escuela de Cine de la Universidad Diego Portales, Universidad Arcis y el Instituto Profesional de Arte y Comunicación ARCOS de Chile. Hija es su primer largometraje documental como directora. 

## Biografía
Es periodista de la Universidad de Chile, especializada en realización cinematográfica en Cuba y escritura documental en Chile. Desde 2004 ha trabajado en diferentes áreas de la producción audiovisual cumpliendo labores de investigación, asistencia de dirección, cámara, producción o guion. Se ha desempeñado también como docente de la Escuela de Cine de la Universidad Arcis y el Instituto Arcos de Chile.
Hija es su primer largometraje documental como directora, cinta con característica autobiográfica de la que además es coprotagonista y coguionista. El documental ha logrado cinco premios en festivales nacionales e internacionales en distintas categorías.Por su parte, la obra Lina de Lima, también tuvo un destacado reconocimiento ganando diversos galardones en eventos.

## Premios y reconocimientos
| Año  | Película     | Premio                                                | Categoría                                      | Resultado |
| ---- | ------------ | ----------------------------------------------------- | ---------------------------------------------- | --------- |
| 2019 | Lina de Lima | Festival de Cine de Valdivia                          | Mejor película chilena                         | Ganadora  |
| 2019 | Lina de Lima | Festival de Cine de Valdivia                          | Mejor Dirección de Fotografía Chilena          | Ganadora  |
| 2021 | Lina de Lima | Premios Cóndor de Plata.                              | Mejor Película en Coproducción con Argentina   | Ganadora  |
| 2020 | Lina de Lima | Fribourg International Film Festival                  | Mención especial                               | Ganadora  |
| 2020 | Lina de Lima | HBO Ibero-American Competition de Miami Film Festival | Mejor Película                                 | Ganadora  |
| 2011 | Hija         | Festival Internacional de Cine de Antofagasta         | Mejor Largometraje Documental Nacional         | Ganadora  |
| 2011 | Hija         | Festival Internacional de Documentales de Santiago    | Mejor película competencia nacional            | Ganadora  |
| 2012 | Hija         | Festival Cine B                                       | Mejor dirección en Competencia Largos Chilenos | Ganadora  |

## Filmografía
Ha desempeñado distintos roles en obras audiovisuales:
| Año  | Película               | Rol                                 |
| ---- | ---------------------- | ----------------------------------- |
| 2005 | Antes que todo         | Dirección y Dirección de fotografía |
| 2009 | El poder de la palabra | Dirección de fotografía             |
| 2011 | Hija                   | Directora, guionista, productora    |
| 2011 | Hija                   | Guionista                           |
| 2012 | Profes                 | Guionista                           |
| 2014 | Propaganda             | Realización                         |
| 2017 | Haciendo sombra        | Montajista                          |
| 2017 | Haciendo sombra        | Productora ejecutiva                |
| 2017 | Haciendo sombra        | Productora ejecutiva                |
| 2019 | El viaje espacial      | Productora                          |
| 2019 | El viaje espacial      | Directora, guionista                |
| 2019 | El viaje espacial      | Guionista                           |
| 2022 | Soy la tierra          | Guionista                           |
| 2023 | El que baila pasa      | Guionista, productora               |
| 2023 | El que baila pasa      | Productora                          |